# Biopesticida
Segundo a Agência de Proteção Ambiental dos Estados Unidos, "biopesticidas são substâncias de ocorrência natural (pesticidas bioquímicos) que controlam pragas, micro-organismos que controlam pragas (pesticidas microbianos), e substâncias com acção pesticida produzidas por plantas contendo material genético adicionado (incluído em culturas geneticamente modificadas)".
Vários materiais de ocorrências naturais, incluindo extractos de plantas e fungos, têm sido descritos como biopesticidas. Alguns exemplos são:
- quitina
- quitosano
- espinosinas
- feromonas de insectos e outros semioquímicos